# Доротея София фон Шлезвиг-Холщайн-Пльон
Доротея София фон Шлезвиг-Холщайн-Пльон (на немски: Dorothea Sophia von Schleswig-Holstein-Plön; * 4 декември 1692, Пльон; † 29 април 1765, Фюрстенберг/Хавел) от Дом Олденбург, е принцеса от Шлезвиг-Холщайн-Пльон и чрез женитба херцогиня на Мекленбург-Щрелиц (1709 – 1752).

## Биография
Тя е дъщеря на фелдмаршал херцог Йохан Адолф фон Шлезвиг-Холщайн-Зондербург-Пльон (1634 – 1704) и съпругата му Доротея София фон Брауншвайг-Волфенбютел (1653 – 1722) от род Велфи, дъщеря на херцог Рудолф Август фон Брауншвайг-Волфенбютел (1627 – 1704) и първата му съпруга графиня Кристиана Елизабет фон Барби (1634 – 1681).
Доротея София умира на 29 април 1765 г. във Фюрстенберг, Бранденбург, на 72 години. Погребана е в Миров, Померания.

## Фамилия
Доротея София фон Шлезвиг-Холщайн се омъжва на 16 април 1709 г. в Райнфелд за херцог Адолф Фридрих III Мекленбург-Щрелиц (1686 – 1752). Те имат две дъщери:
- Мария София (* 5 май 1710; † 21 февруари 1728), 1719 г. номинирана за абатиса на манастир Рюн, но вероятно никога не е била такава
- Магдалена Христиана (* 21 юли 1711; † 27 януари 1713)